# Lucien Sarti
Lucien Sarti (* 1931 in Korsika; † 27. April 1972 in Mexiko-Stadt) war ein französischer Drogenkurier und Auftragskiller des berüchtigten French-Connection-Heroin-Netzwerks. In der erstmals 1988 ausgestrahlten Fernsehserie The Men Who Killed Kennedy wurde er als einer der Scharfschützen bezeichnet, die am 22. November 1963 unmittelbar am Attentat auf John F. Kennedy beteiligt waren.

## Leben
Die genannte Serie unterzog die Belege für das Kennedy-Attentat einer kritischen Prüfung und griff die offizielle Darstellung an, nach der der Mord allein von Lee Harvey Oswald ausgeführt wurde.
In einer der Folgen, die 2003 auf dem History Channel ausgestrahlt wurden, sprach der Autor Anthony Summers mit dem französischen Strafgefangenen Christian David, der Sarti gut gekannt und von Sarti selbst zahlreiche Details über das Attentat erfahren hatte. Davids Aussagen wurden von Michele Nicoli bestätigt, der ebenfalls als Drogenkurier tätig war und gegenwärtig durch ein Zeugenschutzprogramm der U. S. Drug Enforcement Administration geschützt wird.
Christian David, Lucien Sarti und Michelle Nicoli arbeiteten seinerzeit für den Heroin-Händler Auguste Ricord, eine bekannte Größe der Unterwelt von Marseille. Nach Aussagen von Christian David wurde er im Frühjahr 1963 von keinem Geringeren als Antoine Guérini, dem mächtigsten Mafia-Boss von Marseille, gefragt, ob er eventuell bereit sei, „a highly placed American politician“ umzubringen. Auf seine Frage, wer gemeint sei, antwortete Guérini: „The biggest vegetable“, also Kennedy. David lehnte das Angebot als zu gefährlich ab. 
Bei einem zwei Jahre späteren Treffen mit Sarti in Buenos Aires erfuhr David, dass Sarti den Auftrag übernommen hatte. Der Autor Stephen J. Rivele bezeichnete Sarti 1988 als jenen Schützen, der von dem als Grassy Knoll bekannt gewordenen Hügel an der Dealey Plaza auf Kennedy schoss und den entscheidenden, tödlichen Kopfschuss abgab. Auch der CIA-Agent E. Howard Hunt sagte 2004, drei Jahre vor seinem Tod, dass Lucien Sarti wohl jener Scharfschütze war: „Supposedly, Sarti was dressed in a Dallas police uniform and fired the fatal bullet from the grassy knoll behind the picket fence.“ („Angeblich wurde Sarti eine Polizeiuniform aus Dallas angezogen, und er feuerte die tödliche Kugel von der grasbewachsenen Anhöhe hinter dem Lattenzaun ab.“)
1972 geriet Sarti in Mexiko-Stadt in ein Feuergefecht mit der Polizei und wurde dabei erschossen.
Sarti wurde erstmals 1980 durch den Journalisten Henrik Krüger als Mitglied der Heroin-Mafia bezeichnet.
Nach anderen Darstellungen schoss der Mafia-Killer James Files von dem Hügel. Er bezichtigte sich 1994 selbst des Mordes an Kennedy.